# Dek Deset
Dek (Dek Deset in het Amhara) is met ca. 16 km2 het grootste eiland in het Tanameer in Ethiopië. Het behoort tot de woreda Achefer in de Mirab Gojjam Zone. Het bevolkingstal bedraagt ca. 17.000. Gedurende het regenseizoen overstroomt het eiland regelmatig gedeeltelijk, waardoor het in tweeën gedeeld wordt. Dek is met oerwoud begroeid en langs de oevers tref je mangrovebos. Het eiland is per veerboot bereikbaar als tussenstop op de route Gorgora-Bahir Dar.
Op het eiland staan zeven kloosters, namelijk Daga Estifanos, Narga Selassie, Kidist Arsema, Kotamariam, Zibad Eyesus, Djoga Yohannes en Gadena Giorgis. Het bekendste is het klooster Narga Selassie met een ronde strogedekte kerk van kalksteen en hout met rondom colonnades. Op de wanden en plafonds zijn vele schilderingen aangebracht en de vele grote toegangsdeuren zijn van kunstig houtsnijwerk voorzien.

## Geschiedenis
Dek werd door middeleeuwse Ethiopische koningen en keizers als verbanningsoord gebruikt. Afgezien van de bannelingen kwamen er tal van mensen als oorlogsvluchteling terecht, bijvoorbeeld gedurende de invasie door de Somalische generaal Ahmed Gragn in de eerste helft van de 16e eeuw en de tijdens de Osmaanse invasie tijdens de regeerperiode van keizer Tewodros II en zijn opvolger Tekle Giyorgis II. Ook de bouw van het klooster Narga Selassie in opdracht van keizerin Mintiwab, de vrouw van negus Bakaffa (1721-1730).